# Damage (安室奈美恵の曲)
「Damage」（ダメージ）は、日本の元女性歌手、安室奈美恵の配信限定シングル。配信限定シングルの発売は自身初である。
2023年11月16日に、avex在籍時代の楽曲がストリーミング配信・ダウンロード販売停止に伴い、今作の配信も停止された。

## 解説
- 松竹配給映画『黄金を抱いて翔べ』主題歌であり、映画のために書き下ろされた。同映画監督の井筒和幸が「『人生を賭ける男ども』の話なので、そこに負けまいと挑みかかるような、エモーショナルな女性の歌声が一番望ましいと思った」として主題歌を依頼。これに安室が快諾し、実現。井筒が安室を指名したいきさつは、「男ばかりの話だからこそ、ラストは女性の声で終わりたい。しっとりとしたバラードのような曲ではない。ロックやR&Bテイストが入ったような、いわゆるJ-POPらしくない、とにかくカッコいい楽曲がいい」と希望したことにある。本作をいち早く聴いた井筒は「予想外の安室ボイス」と感激し、「いつになくハードボイルドでパンチの効いたこの曲は、腹に響く感じで、ヘビーで、しかもクールだ」と絶賛している[1]。
- 配信されているオリジナル・ヴァージョンは未CD化である。ただしライブ・ヴァージョンが、2013年2月27日に発売された『namie amuro 5 Major Domes Tour 2012 〜20th Anniversary Best〜』豪華盤付属のライブCDまたは、レンタル限定盤にて初CD化、再録音したスタジオ・ヴァージョンが2017年11月発売のベストアルバム『Finally』にて5年越しでのCD化となった。
- ミュージック・ビデオのメイキング映像「Damage (Making Video) w/80KIDZ Remix」が公式Facebookで先行公開されている。衣装は、Mercedes-Benz Fashion Week Tokyo 2013 Spring and Summer "OPENING CEREMONY"でも着用していた「FACETASM」であり[2]、振付はKENZO (DA PUMP) が担当。
- 12月5日にミュージック・ビデオ、「Damage (80KIDS Remix)」が配信された。

## 収録曲
作詞・作曲・編曲：Nao'ymt
1. Damage [4:44]
松竹配給映画『黄金を抱いて翔べ』主題歌
MIDNIGHTSUNSがバンド演奏で参加している。